# スヴェン・ゾネンベルク
スヴェン・ゾネンベルク（Sven Sonnenberg、1999年1月19日 - ）は、ドイツ・ベルリン出身のサッカー選手。1.FCザールブリュッケン所属。ポジションはディフェンダー。

## クラブ経歴
1.FCケルンの下部組織で育成されたが、トップチームでの活躍は叶わなったため、2019年5月30日、3. リーガに所属していたハンザ・ロストックへ移籍してプロキャリアをスタートさせた。
2021年8月2日、オランダのヘラクレス・アルメロへ移籍し、3年契約を結んだ。

## 代表経歴
2014年から2017年までの3年間、ドイツの世代別代表でプレーしており、2016年にはUEFA U-17欧州選手権2016に出場した。

## タイトル

### クラブ
ヘラクレス・アルメロ
- エールステ・ディヴィジ : 1回 (2022-23)